# Guaibasauridae
Famille
Taxons de rang inférieur
- - † Guaibasaurus
  - † Panphagia
  - † ? Agnosphitys
- † Saturnaliinae
  - † Saturnalia
  - † Chromogisaurus

Les Guaibasauridae forment une famille éteinte de dinosaures saurischiens primitifs, connus à partir de spécimens fossiles du Trias supérieur retrouvés au Brésil et en Argentine, dont la position phylogénétique, voire la validité, est très discutée. 
Les saurischiens primitifs sont difficiles à classer car ils combinent des caractéristiques de leurs deux grands sous-groupes : les 
sauropodomorphes et les théropodes.

## Historique

### Guaibasauridae
La famille a été nommée en 1999 par José Bonaparte et ses collègues pour contenir un seul genre et espèce, le sauropodomorphe Guaibasaurus candelariensis qui a donné son nom à la famille.
En 2007, José Bonaparte et ses collègues décrivent un second spécimen mieux conservé de Guaibasaurus candelariensis qui leur permet de préciser la définition qu'ils donnent à la famille des Guaibasauridae, sans toutefois réaliser une analyse phylogénétique pour définir leur clade. Ils y regroupent, outre le genre type, le genre Saturnalia, décrit en 1999, et qui est très proche d'un point de vue anatomique de Guaibasaurus, ainsi que le genre très mal connu Agnosphitys décrit en 2002.
Pour Bonaparte et ses collègues les Guaibasauridae sont plus proches des théropodes que des sauropodomorphes. En 2011, le genre Panphagia, connu à partir de restes fossiles découverts dans la formation d'Ischigualasto en Argentine, a également été considéré comme appartenant à cette famille.

### Saturnaliinae
En 2010, Martin Ezcurra définit la sous-famille des Saturnaliinae, un clade contenant les genres Saturnalia et Chromogisaurus, qu'il place au sein des Guaibasauridae.
D'autres études entre 2011 et 2015, considèrent les Saturnaliinae comme un clade indépendant situé tout à fait à la base des sauropodomorphes,.

## Classification
La famille des Guaibasauridae est donc classée soit :
- comme des théropodes basaux, que le clade soit considéré comme valide (Bonaparte[2], 2007) ou non (Otero[6], 2015, - voir premier cladogramme ci-dessous -),
- comme des sauropodomorphes basaux (Novas[3], 2011, - voir second cladogramme ci-dessous -).

La sous-famille des Saturnaliinae se classe :
- soit au sein des Guaibasauridae et des sauropodomorphes en suivant Ezcurra, 2010[4] ou Novas et ses collègues, 2011[3] ;
- soit comme un clade indépendant de sauropodomorphes très basaux (Apaldetti, 2011[5] et Otero, 2015[6]).

### Cladogrammes
- Cladogramme des saurischiens, établi par Alejandro Otero et ses collègues en 2015[6] avec Guaibasaurus en théropode basal et les Sauturnaliinae à la base des sauropodomorphes :

- Saurischia
  - Herrerasauridae
    - Herrerasaurus
    - Staurikosaurus

  - 
    - Eoraptor
    - Eusaurischia
      - Agnosphitys
      - Theropoda
        - Guaibasaurus
        - 
          - Chindesaurus
          - Neotheropoda

      - Sauropodomorpha
        - Saturnaliinae
          - Saturnalia
          - Chromogisaurus

        - 
          - Pantydraco
          - 
            - Thecodontosaurus
            - 
              - Efraasia
              - 
                - Plateosauravus
                - Plateosauria
                  - Ruehleia
                  - Plateosauridae
                    - Unaysaurus
                    - Plateosaurus

                  - Massopoda
                    - Riojasauridae
                      - Eucnemesaurus
                      - Riojasaurus

                    - 
                      - Sarahsaurus
                      - 
                        - Massospondylidae
                          - 
                            - Lufengosaurus
                            - Glacialisaurus
                            - Coloradisaurus

                          - 
                            - Massospondylus
                            - 
                              - Adeopapposaurus
                              - Leyesaurus

                        - 
                          - Jingshanosaurus
                          - 
                            - Yunnanosaurus
                            - 
                              - Seitaad
                              - Anchisauria
                                - Anchisaurus
                                - Sauropodiformes
                                  - Mussaurus
                                  - 
                                    - Aardonyx
                                    - Leonerasaurus
                                    - Sefapanosaurus
                                    - 
                                      - Melanorosaurus
                                      - Sauropoda

- Cladogramme simplifié des sauropodomorphes, établi par Fernando Novas et ses collègues en 2011[3], montrant les Guaibasauridae abritant la sous-famille des Saturnaliinae au sein des sauropodomorphes:

- Sauropodomorpha
  - Guaibasauridae
    - Fossile ISI R277 (non nommé)
    - Panphagia
    - 
      - Guaibasaurus
      - Saturnaliinae
        - Chromogisaurus
        - Saturnalia

  - 
    - Pantydraco
    - 
      - Thecodontosaurus
      - 
        - Nambalia
        - 
          - Efraasia
          - 
            - Plateosauravus
            - 
              - Ruehleia
              - Plateosauria
                - Plateosauridae
                - Massopoda
                  - Riojasauridae
                  - 
                    - Anchisauria
                    - Massospondylidae